# Rafael Dumas
Rafael Dumas (sinh ngày 13 tháng 3 năm 1995) là một cầu thủ bóng đá người Brasil.

## Sự nghiệp câu lạc bộ
Rafael Dumas hiện đang chơi cho Shonan Bellmare.